# Kejkle
Kejkle je desátá epizoda první řady seriálu Prison Break, kterou režíroval Dwight H. Little a napsal Nick Santora. 

## Děj
Mafián John Abruzzi si uvědomuje, že jeho jedinou záchranou může být hlavní dozorce Brad Bellick, který se ale přemluvit nenechá, jelikož tvrdí, že peníze od Falzoneho jsou a budou jediným důvodem, proč ve věznici pracuje. Pak ho ale napadá, že Michael Scofield pro něj má také něco užitečného, a to informaci, kde přebývá Fibonacci, který má proti mafii svědčit. Informaci pak předá Falzonemu, aby ukázal, že stále má svou cenu. Michael pak v kapli vypráví svému bratru Lincolnovi, že Fibonacci byl normální dělník, který nevěděl, že pracuje pro mafii a nemohl nechat plavat vraždu, jejíž byl svědkem. Nyní je Fibonacci doživotí v ochraně svědků. Když tedy Michael Fibonacciho Falzonemu nevydá, celý plán útěku bude ztracen. 
Agenti Hale a Kellerman čekají v jakémsi výškovém domě v Chicagu, když jim zavolá viceprezidentka Caroline Reynolds, která je informuje o tom, že důvod, proč tam jsou, je příchod jejich nového parťáka. Kellermanovi po telefonátu dochází, že jeho nadřízená musí tušit, že se někde stala chyba, jinak by jim nikoho dalšího neposílala. Na dvoře vězení Fernando Sucre navazuje za přítomnosti Michaela krátkou konverzaci s Jerseym, který mu sděluje, že budou do místnosti dozorců dávat nový koberec, hned jak strhnou ten starý, což znamená, že najdou díru, kterou začal tým kopat. Za Lincolnem na samtoku přichází dozorce Patterson, který mu kromě jídla vhazuje do cely také papír, kam má vyplnit, co by si dal jako své poslední jídlo. Lincoln ho nejprve vhodí zpět k dozorci, ale ten mu ho vrátí, kdyby si vězeň náhodou na něco vzpomněl. C-Note, který Michaela podezírá z plánu na útěk, na dvoře skočí za Gusem Fiorellem, který nyní vede skupinu pracovní terapie, a nabízí mu 100 dolarů měsíčně, když mu sežene místo ve skupině. Fiorello ho nakonec přijme, aby zaplatil 150 dolarů, a tak se oba dohodnou.
Michael se už rozhodl a na dvoře Abruzzimu oznamuje, že předá Fibonacciho Falzonemu, ale že s ním chce hovořit osobně. Abruzzi tedy volá svému příteli, který zní celkem spokojeně, ale varuje Johna, že jestli to bude jen ztráta času, pořádně mu pobyt ve vězení znepříjemní. Michael tedy volá jakési mladé dámě, která ho ujišťuje, že Fibonacci je tam, kde má být. Poté jde navštívit doktorku Saru Tancredi, u které jeho pozornost upoutají květiny, o nichž mu říká, že je dostala od svého otce k narozeninám. Přesto je ale smutná, jelikož její otec s ní strávil narozeniny pouze šestkrát v celém jejím životě. C-Note se na pracovní terapii konečně dostává do místnosti dozorců, kde se mu podaří najít díru, kterou náš tým kopal, ale tajemství si nechává pro sebe. Nick Savrinn pak říká L.J.ovi, že byl v mládí ve stejné situaci jako on, a že to dopadlo tak, jak chce aby to dopadlo nyní, jeho otec byl totiž zproštěn viny, čímž dává L.J.ovi velkou naději na úspěch. 
K agentům Halovi a Kellermanovi konečně přichází jejich kolega, který se představí jako Quinn a říká, že bude jejich dozorem, jelikož věci v reálu se liší od podoby, kterou agenti řekli viceprezidentce, a tak Společnost poslal Quinna, aby převzal jejich záležitosti, čímž je dočasně staví mimo službu. Při Kellermanově pokusu o útok mu zlomí dva články na ukazováčku, ale než odejde, říká mu, jak toto zranění vyléčit. Veronica Donovan s Nickem Savrinnem pak ve své chatce na notebooku zjišťují, že Ecofield, firma, kterou Terrence Steadman před svou smrtí vlastnil, byl pouze zástěrkou pro něco jiného, ale stále nevědí pro co.